# برافو (شبكة تلفزيون أمريكية)
برافو هي شبكة تلفزيون كابل أمريكية أساسية ، تم إطلاقها في 8 ديسمبر 1980. وهي مملوكة من قبل إن بي سي العالمية للتلفزيون والبث ‏ من كومكاست إن بي سي العالمية . ركزت القناة في الأصل على البرمجة المتعلقة بالفنون الجميلة والسينما . يركز حاليًا على المسلسلات التلفزيونية الواقعية التي تستهدف نمط الحياة والتي تستهدف النساء اللائي تتراوح أعمارهن بين 25 و 54 عامًا بالإضافة إلى مجتمع الميم .
اعتبارًا من يناير 2016 ، تلقى ما يقرب من 89824000 أسرة أمريكية (77 ٪ من الأسر التي لديها تلفزيون) برافو. 

## تاريخ
تم إطلاق برافو كقناة متميزة خالية من الإعلانات التجارية في 8 ديسمبر 1980.   كان في الأصل مملوكًا بشكل مشترك لقسم قوس قزح ميديا التابع لشركة كابليفيجن وشركة وارنر-أميكس ستالايت إنترتينمنت ؛ وزعمت القناة أنها "أول خدمة تلفزيونية مخصصة للسينما والفنون المسرحية".    تبث القناة في الأصل برامجها يومين في الأسبوع - مثل شبكة نيكلوديون الشقيقة السابقة لبرافو ، والتي شاركت مساحة قناتها مع خدمة تلفزيون ألفا المرجع - شاركت مساحة قناتها مع القناة المدفوعة الموجهة للبالغين ايسكاباد (الآن تلفزيون بلاي بوي) ، والتي ظهرت أفلام إباحية شهوانية .  في عام 1981 ، كانت برافو متاحة لـ 48000 مشترك في جميع أنحاء الولايات المتحدة ؛ زاد هذا المجموع بعد أربع سنوات إلى حوالي 350.000 مشترك.  لاحظ ملف تعريف برافو عام 1985 في اوقات نيويورك أن معظم برامجه تتكون من فيلم دولي وكلاسيكي ومستقل . قدم مشاهير مثل إي جي مارشال وروبرتا بيترز التعليقات الافتتاحية والختامية للأفلام التي تبث على القناة. 
تضمنت برامج الفنون المسرحية التي شوهدت على برافو عرض جاز كونتي بوينت .  خلال منتصف الثمانينيات ، تحولت برافو من خدمة متميزة إلى قناة كبل أساسية ، على الرغم من أنها ظلت خدمة تجارية خالية.  وقع برافو صفقة ضمان سندات مع تكساكو في عام 1992 وفي غضون شهر بث أول إنتاج عرض تكساكو ، وهو تكيف مسرحي لروميو وجولييت .  بحلول منتصف التسعينيات ، بدأت برافو في دمج المزيد من رعاية الاكتتاب على غرار بي بي إس ، ثم بدأت في قبول الإعلانات التجارية التقليدية بحلول عام 1998. 
في موسوعة التلفزيون ، نظرت ميغان مولين إلى بعض برامج برافو على أنها "محفوفة بالمخاطر أو انتقائية للقنوات الرئيسية". كانت تلك البرامج هي كاريوكي و لازاروس الباردة ، المسلسلان الأخيران للكاتب المسرحي البريطاني دينيس بوتر الذي عرضه برافو في يونيو 1997 ، والمسلسل الوثائقي لمايكل مور الحقيقة المروعة من 1999. 
في عام 1999 ، استحوذت مترو غولدوين ماير على حصة 20٪ في القناة ، والتي باعتها لاحقًا إلى قوس قزح ميديا في عام 2001. اشترت ان بي سي الشبكة في عام 2002 مقابل 1.25 مليار دولار ؛ امتلكت حصة في القناة والشبكات الشقيقة لعدة سنوات حتى تلك اللحظة.  قامت شركة جنرال إلكتريك ، الشركة الأم لـ ان بي سي ، بدمج الشبكة وخصائص البث والكابلات الأخرى مع Vivendi Universal Entertainment في مايو 2004 لتشكيل إن بي سي العالمية .

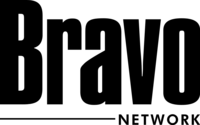
شعار برافو (2001-2005)

حقق برافو نجاحًا هائلاً في عام 2003 مع المسلسل الواقعي Queer Eye for the Straight Guy ، الذي حصد 3.5 مليون مشاهد.  بدأت الشبكة في إضافة المزيد من برامج الواقع إلى تشكيلتها ، وبعضها ناجح جدًا أيضًا ، بما في ذلك Project Runway في عام 2004 ، وقائمة المليون دولار ، و Real Housewives of Orange County و Top Chef ، كل ذلك في عام 2006. أنتجت جميعها العديد من العروض العرضية ، وتحول بعضها إلى امتيازات دولية. أدى نجاح كل هذه العروض إلى قيام برافو بتغيير شكلها من التركيز على الفنون المسرحية والدراما والأفلام المستقلة إلى التركيز على مسلسلات الواقع وثقافة البوب والأزياء والمشاهير. في عام 2009 ، وضعت Entertainment Weekly "برامج برافو الواقعية" في قائمة "أفضل البرامج" في نهاية العقد ، قائلة: "من Queer Eye for the Straight Guy's Fab Five إلى مصممي الأزياء الشرسة في Project Runway إلى kvetching ، في بيرما- امتياز Real Housewives المدبوغة ، تمزج برامج برافو الواقعية الملتوية بين الثقافة العالية والتوعك المنخفض لإنشاء تلفزيون إدماني لذيذ. " 

شعار برافو (2005-2017)

صنفت دراسة صدرت في مايو 2008 برافو على أنها العلامة التجارية الأكثر تحديدًا على أنها صديقة للمثليين بين المستهلكين المثليين.  العمر الديموغرافي لبرافو هو الأشخاص من 18 إلى 54 عامًا ، وفقًا لملفات التليفزيون الكابلي لمكتب إعلانات تلفزيون الكابل. 
تم اتباع سلسلة أخرى من الواقع الناجحة ، بما في ذلك Shahs of Sunset (2012) ، وقواعد Vanderpump (2013) ، و Married to Medicine (2013) ، و Under Deck (2013) ، و Southern Charm (2014) ، و Summer House (2017). تم عرض أول سلسلة كتبتها برافو ، دليل الصديقات للطلاق ، لأول مرة في عام 2014 واستمرت حتى عام 2018.
في 7 فبراير 2017 ، بالتزامن مع العرض الأول لسلسلة نصية أخرى ، Imposters ، قام برافو بتحديث صوره مع تحديث لشعاره المستوحى من فقاعة الكلام ، مع عرض جميع الأحرف الآن بأحرف صغيرة (استبدال نص العلامة النصية بناءً على الشعارات المستخدمة من القناة بين عامي 1994 و 2005) ، وتصوير محايد لجذب المزيد من المشاهدين الذكور. تم أيضًا إلغاء علامة التسويق "... بواسطة Bravo" من الاستخدام العام. 

## برمجة
يتضمن جدول برمجة برافو بشكل أساسي البرمجة المنتجة في الأصل ، لا سيما محتوى الواقع . الأكثر شيوعًا ، تشتهر القناة بامتيازاتها التلفزيونية The Real Housewives و Inside the Actors Studio ، بالإضافة إلى Top Chef و Project Runway و Flipping Out و below Deck و Married to Medicine . تبث القناة أيضًا إعادة عرض المسلسلات من الشبكة الأم إن بي سي وأحيانًا شبكات أخرى مملوكة لـ إن بي سي العالمية ، ومسلسلات خارج الشبكة ، بما في ذلك تلك من إن بي سي للتوزيع التلفزيوني العالمي ، والأفلام الروائية ، بشكل أساسي من كتالوج Universal Pictures . تستخدم Bravo برمجة الكتل لكل من العروض الجديدة والعروض الحالية مثل مجموعة "أزياء برافو" الخاصة بها. 
بعد استحواذ ان بي سي عليها ، بدأت برافو في استكمال تغطية ان بي سي الرياضية للألعاب الأولمبية ، وبث أحداث حية خلال ساعات الليل والصباح خلال دورة الألعاب الأولمبية الصيفية لعام 2004 ؛ استمرت هذه التغطية مع دورة الألعاب الأولمبية الشتوية لعام 2006 . لم تحمل القناة أي تغطية خلال ألعاب 2008 ، حيث استحوذت إن بي سي العالمية على أوكسجين ، مما سمح لبرافو بمواصلة برنامجها المعتاد خلال تغطية ان بي سي للألعاب. في عام 2012 ، كانت الشبكة بمثابة الموطن شبه الحصري لبطولة التنس للألعاب في ويمبلدون ، مع تغطية تصل إلى 56 ساعة باستثناء نهائيات فردي الرجال والسيدات ، والتي تم بثها على شبكة إن بي سي.  خلال أولمبياد ريو 2016 ، كان برافو بمثابة الموطن الحصري لبطولة التنس بأكملها.[بحاجة لمصدر]

## خدمة البث
ترتبط برافو بخدمة البث المباشر لـ ان بي سي "بيكوك" ، حيث يمكن العثور على الكثير من محتواها الأصلي. 

## الإصدارات الدولية
قامت قناة أسترالية تسمى Arena بتغيير علامتها التجارية على الهواء في عام 2008 لتتماشى مع برافو نتيجة لاتفاق مع Bravo Media.  تستخدم Arena شعار برافوا لسابق "Watch What Happens" ولديها إمكانية الوصول إلى البرامج التي أنتجها برافو.  اعتبارًا من يوليو 2020 ، غيرت القناة علامتها التجارية بشعار جديد باسم فوكس ارينا وأضفت محتوى من مزودين آخرين مثل WarnerMedia . في أكتوبر 2022 ، أُعلن أن Seven Network الأسترالية ستطلق نسخة محلية من الشبكة ، بعنوان 7 برافو في 15 يناير 2023 ، كجزء من مشروع مشترك مع NBCU. 
تم إطلاق نسخة كندية من برافو في عام 1995 بواسطة CHUM Limited . بثت القناة في الأصل الكثير من نفس أنواع البرامج التي تبثها نظيرتها الأمريكية ، على الرغم من أنها تباعدت لتقديم برامج أكثر دراماتيكية بدلاً من التركيز الواقعي للشبكة الأمريكية بسبب امتثالها لصلاحياتها الأصلية من هيئة الإذاعة والتلفزيون والاتصالات الكندية (CRTC) لبث البرامج المتعلقة بالفنون. أعاد المالكون الحاليون Bell Media إطلاق القناة في عام 2012 ، كاملة مع اعتماد شعار جديد ؛ لا يوجد الآن أي اتصال أساسي بين القناتين بخلاف الاسم المشترك. حملت القناة عددًا قليلاً من المسلسلات المتعلقة بالفنون التي تبثها النسخة الأمريكية (مثل Inside the Actors Studio و Work of Art ) ، في حين أن برامج Bravo الواقعية قد تم التقاطها من قبل Corus Entertainment 's Slice و Food Network Canada و HGTV Canada .
أعلنت شركة MediaWorks New Zealand أنها ستغلق القناة الرابعة المجانية الموجهة للشباب في يوليو 2016 واستبدالها بـ Bravo كجزء من صفقة مع إن بي سي العالمية.  اعتبارًا من ديسمبر 2020 ، أصبحت القناة النيوزيلندية مملوكة بشكل مشترك لشركة Discovery ، Inc.
تم إطلاق نسخة برازيلية من برافو في عام 1996 من خلال شراكة بين TVA - الذراع التليفزيونية لـ Grupo Abril - و TV Cultura والشبكة الأمريكية الأصلية.  أنتجت القناة برامج أصلية مثل النسخة البرازيلية من انسايد اكترث ستوديو المسمى استوديو البرازيل. في أغسطس 1999 ، تم تغيير اسم برافو إلى أفلام وفنون بعد أن تولت شبكات برافو السيطرة الكاملة على إدارة القناة.  في عام 2000 ، باعت شركة شبكات برافو شركة أفلام وفنون لشركة شلمديى برامر. استحوذت شبكات إيه إم سي على شلمديىفي عام 2014 ووضعت أفلام وفنون في محفظة شبكات اى ام سي الدولية. اعتبارًا من عام 2016 ، لم تعد القناة متاحة في البرازيل بعد أن تم استبعادها من قبل العديد من مزودي الكابلات والأقمار الصناعية. عادت القناة في عام 2018 ببرامج عالية المستوى ، بما في ذلك عروض الأوبرا والمسلسلات الأوروبية ، بما في ذلك عرض جراهام نورتون (بث حلقات جديدة بعد أسبوعين من المملكة المتحدة).

## جوائز برفؤس قائمة - اى
في عام 2008 ، تم إنشاء جوائز برفؤس قائمة - اى لتكريم المشاهير "الذين صنعوا علامة لا تُنسى" في مختلف مجالات الثقافة الشعبية مثل الجمال والتصميم والموضة والطبخ.  

## روابط خارجية
- الموقع الرسمي

قالب:Bravo programmingقالب:NBCUniversal